# نظارة محمود سامي البارودي باشا
نظارة محمود سامي البارودي باشا هي ثامن نظارة في مصر، صدر بتشكيلها الأمر العالي بتاريخ 4 فبراير 1882.

## أعضاء الحكومة
| النظارة                 | الناظر                                                       | تعديل 21 فبراير 1882               |
| ----------------------- | ------------------------------------------------------------ | ---------------------------------- |
| رئيس مجلس النظار        | محمود سامي البارودي باشا                                     |                                    |
| ناظر الداخلية           | محمود سامي البارودي باشا (إلى جانب منصبه رئيسًا لمجلس النظار) |                                    |
| ناظر الخارجية           | مصطفى فهمي باشا                                              |                                    |
| ناظر الحقانية           | مصطفى فهمي باشا (إلى جانب منصبه ناظرًا للخارجية)              |                                    |
| ناظر الجهادية والبحرية  | أحمد عرابي بك                                                |                                    |
| ناظر المالية            | علي صادق باشا                                                |                                    |
| ناظر الأشغال العمومية   | محمود فهمي بك                                                |                                    |
| ناظر المعارف العمومية   | عبد الله فكري باشا                                           |                                    |
| ناظر الأوقاف            | حسن شريعي باشا                                               |                                    |
| ناظر الأقاليم السودانية |                                                              | عبد القادر حلمي باشا (منصب مستحدث) |

## التعديلات
- في 21 فبراير 1882، أُنشئت نظارة الأقاليم السودانية وأُسندت إلى عبد القادر حلمي باشا.[5]

## وصلات داخلية
- قائمة رؤساء مجلس وزراء مصر